# Chiostro di Sant'Antonio a Posillipo
Il  chiostro di Sant'Antonio a Posillipo è una struttura monumentale della città di Napoli; è sito nel quartiere Posillipo.
Costruito per devozione nel 1642, dal francescano Paolo Anzalone, nel corso del tempo, ha subito vari rimaneggiamenti, perdendo completamente la sua struttura originaria. La scarsità documentativa circa la struttura, ha fatto solo ipotizzare quali sono state, cronologicamente, le varie fasi sostitutive e/o ricostruttive. 
Il porticato rivolto verso la chiesa, è costituito da volte a botte, mentre, i soffitti dei rimanenti porticati, sono caratterizzati da volte a crociera. Un'epigrafe del 1645 dice che, parte del chiostro, era usata a scopo cimiteriale: la lapide è situata presso la pregevole fontana in marmo che, dai religiosi, veniva spesso usata come lavabo.
Nei primi anni del XIX secolo, il convento di Sant'Antonio a Posillipo venne soppresso mentre, nel 1844, fu affidato ai Domenicani di San Domenico Maggiore, che tutt'oggi esercitano la loro vocazione spirituale.